# Otto Gauweiler
Otto Gauweiler (* 25. April 1910 in Gommersheim; † 1969) war ein deutscher Jurist und NSDAP-Funktionär.

## Leben
Der Jurist Otto Gauweiler war am Amtsgericht Neustadt an der Haardt tätig. Zum 1. Dezember 1929 trat er der NSDAP bei (Mitgliedsnummer 174.289). Er wirkte nach der Machtergreifung ab 1934 in der Verwaltung der Partei und war ab 1937 Reichsamtsleiter im Reichsrechtsamt der NSDAP. Zudem war er als Oberbereichsleiter Leiter des Amtes für Rechtsschulung. Otto Gauweiler wurde 1939 mit einer Arbeit über die NS-Rechtspolitik in München zum Dr. jur. promoviert. Seine im Eher-Verlag erschienene Dissertation Rechtseinrichtungen und Rechtsaufgaben der Bewegung wurde 1946 in der SBZ in die Liste der auszusondernden Literatur aufgenommen.
Während der deutschen Besetzung Polens leitete er von November 1939 bis Januar 1941 die Innere Abteilung des Distrikts Warschau im sogenannten Generalgouvernement. Gemeinsam mit Friedrich Gollert verfasste er Propagandaschriften, u. a. zur Abwicklung polnischer Ministerien in Warschau und zum Aufbau der deutschen Verwaltung in dem besetzten Land. 1940 war Otto Gauweiler als stellvertretender Amtschef des Distrikts Warschau für die Ummauerung des Ghettos zuständig. Gauweiler fiel unter dem Generalgouverneur Hans Frank 1940 in Ungnade und nahm zum Gefreiten degradiert am Deutsch-Sowjetischen Krieg teil. Nach einer Kriegsverletzung wurde er im April 1942 als Regierungsrat beim Generalstaatsanwalt in Hamburg tätig und ab 1944 beim Münchner Landratsamt.
Nach Kriegsende war er Rechtsanwalt in München.
Otto Gauweiler war der Bruder von Helmut Gauweiler und der Vater von Peter Gauweiler.

## Veröffentlichungen (Auswahl)
- Vom Juristen zum Rechtswahrer, in: Deutsches Recht 1938, S. 318–321.
- Rechtseinrichtungen und Rechtsaufgaben der Gesamtbewegung: Inaugural-Dissertation zur Erlangung der Doktorwürde der rechtswissenschaftlichen Fakultät der Ludwig-Maximilian-Universität zu München. München, Zentralverlag der NSDAP., Franz Eher Nachf., 1939.
- Berichte der Abteilung Innere Verwaltung im Amt des Chefs des Distrikts Warschau – Generalgouvernement für die besetzten polnischen Gebiete, Warschau 1940.